# Legion Helvete
Legion Helvete är det norska black metal-bandet Tsjuders fjärde studioalbum, utgivet 2011 av skivbolaget Season of Mist.

## Låtlista
1. "The Daemon Throne" – 3:40
2. "Fra en råtten kiste" – 5:19
3. "Dauðir" – 3:37
4. "Voldsherskeren" – 4:49
5. "Slakt" – 3:47
6. "Black Shadows of Hell" – 3:29
7. "Blod og aske" – 4:59
8. "Vårt helvete" – 10:14

- Text: Nag och Draugluin
- Musik: Tsjuder

## Medverkande
Musiker (Tsjuder-medlemmar)
- Nag (Jan-Erik Romøren) – sång, basgitarr
- Draugluin (Halvor Storrøsten) – gitarr
- Anti-Christian (Christian Håpnes Svendsen) – trummor

Produktion
- Harald Værnor – ljudtekniker, ljudmix, mastering
- Endre Kirkesola – ljudtekniker
- Tom Kvålsvoll – mastering
- Alex-xxx – omslagsdesign, omslagskonst
- Tove Asum Forwald – foto
- Draugluin – foto
- Christophe Szpajdel – logo